# Mauro Ramos
Mauro Ramos de Oliveira, född 30 augusti 1930, död 18 september 2002, var en brasiliansk fotbollsspelare som spelade 30 landskamper för det brasilianska landslaget på 1950- och 1960-talet.
Ramos, som spelade klubblagsfotboll i Santos och São Paulo, spelade innerback och var lagkapten i brasilianska landslaget när man blev världsmästare efter seger i VM 1962. Han var även med i truppen till VM 1958 och VM 1954.